# Estilo Severo

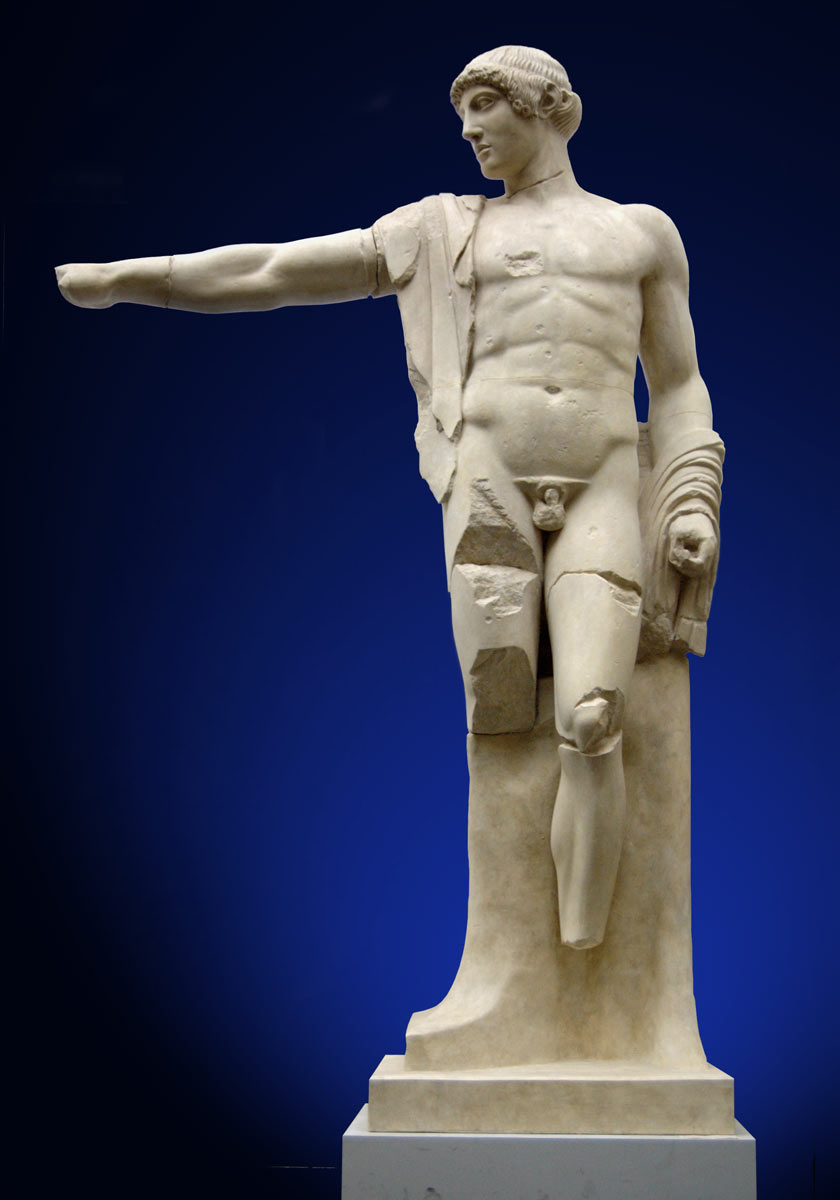
Cópia moderna do Apolo do Templo de Zeus em Olímpia. O original está no Museu Arqueológico de Olímpia

Estilo Severo é o estilo que floresceu na escultura da Grécia Antiga entre o período Arcaico e o período Clássico, denominando também seu período particular no âmbito da história da arte escultórica. Também por vezes é referido como Pré-Classicismo, Estilo Austero, ou Classicismo Primitivo. Porém mais que uma simples transição, o estilo Severo expressa valores estéticos e sociais específicos, justificando sua delimitação como um estilo independente. Introduziu uma flexibilização naturalista substancial nos rígidos cânones de tendência abstrata da fase anterior, e distingue-se também do vocabulário formal muito mais variado das fases Clássica e Helenista subsequentes, sem que isso signifique possuir menor mérito artístico. De fato, entre sua produção se encontram muitas obras-primas por direito próprio, como o Auriga de Delfos, o Deus do Cabo Artemísio e sobretudo o grupo decorativo do Templo de Zeus em Olímpia, tido como o mais importante e típico exemplar do estilo Severo.
Foi um estilo cultivado em toda a área de influência grega. O termo foi cunhado por Gustav Kramer em seu livro Über den Styl und die Herkunft der bemahlten griechischen Thongefässe (1837), referindo-se à primeira geração de pintores de vasos "figura vermelha", mas a partir do estudo Der strenge Stil (1937) de Vagn Poulsen tornou-se um domínio preferencial da escultura.
Não existe consenso entre os historiadores a respeito das datas de início e fim deste período. Usualmente se considera pertencer ao estilo Severo a geração ativa entre c. 480 a.C. e c. 450 a.C., mas outros, baseados em boas evidências, preferem recuar o início do intervalo para c. 500 a.C. e estender seu final até c. 440 a.C. e mesmo além, dando margem para a inclusão de exemplos precursores e outros mais tardios. Essa polêmica está ligada às dificuldades de datação exata de muitas peças, ao caráter dinâmico da arqueologia, sempre trazendo novos dados, e à própria fluidez que cerca a definição das características e dos limites de um estilo artístico, o que, como acontece em toda historiografia e crítica da arte, é sempre matéria de grande sutileza e passível de uma variedade de interpretações.

## Antecedentes e contexto

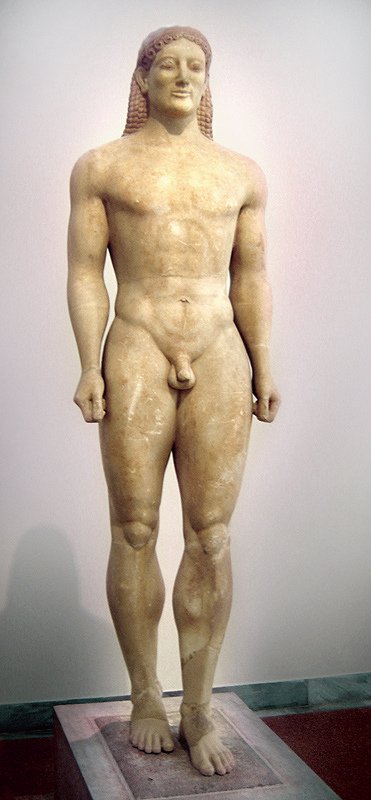
Exemplo de kouros Arcaico: O Kouros de Anavissos, c. Museu Arqueológico Nacional de Atenas

A sociedade do período Arcaico (c. 700 a.C. a c. 500 a.C.) era dirigida por uma aristocracia formada por clãs que monopolizavam o poder e a cidadania, vivendo em opulência e ciosa de seus valores e direitos tradicionais. Em direção ao fim do período o poder começa a ser disputado pelos tiranos, com apoio de um sistema militar reformado, enquanto que a expansão marítima e comercial abria para outras pessoas um maior campo de oportunidades de enriquecimento e ascensão social e trazia para a Grécia uma variedade de influências culturais.
No terreno da estatuária a tipologia mais prestigiada continuava sendo o kouros, com sua contraparte feminina, a kore, estátuas independentes cujo modelo surgira quase dois séculos antes e até o final da fase Arcaica pouca variação conheceu, sendo usadas como monumento fúnebre ou civil, e como estátua de culto ou oferta votiva. Com seu porte augusto e inabalável, sua nudez heroica, sua expressão facial segura e confiante, sempre sorridentes, sua invariável frontalidade, os kouroi não eram retratos de indivíduos, mas representações de ideais e valores abstratos da aristocracia. Nos relevos, nas korai e na estatuária pedimental a liberdade foi bem maior e se encontra uma variedade de posturas, mas o kouros teve historicamente um papel especial na evolução da escultura grega. Enquanto que os conjuntos da estatuária pedimental eram vistos sempre a boa distância e suas formas dependiam da sua localização nas fachadas, e a kore estava sempre vestida, o kouros era um monumento autônomo, instalado ao rés do chão ou sobre bases baixas, acessível à exploração visual detalhada em todos os ângulos. E, estando sempre nu, as inconsistências na sua modelagem não podiam ser ignoradas, tornando-o o campo privilegiado para o estudo da anatomia humana.
Na entrada do século V a.C. a gestação de um novo modelo político, mais liberal, chega a um termo com a ascensão de Clístenes ao poder, consolidando em torno de 508 a.C. a democracia ateniense, que revolucionou toda a forma de pensamento em sua época. O estilo Severo, cujos exemplos precursores reconhecidos datam dessa altura, tem sido, assim, associado à institucionalização desse novo sistema político e social, que teria repercutido na arte de forma a fazer abandonar com rapidez a tipologia dos kouroi, intimamente associada com a rica, elegante e sensual sociedade aristocrática Arcaica e com seus valores despóticos e exclusivistas, dando lugar à simplicidade e à economia, junto com uma atenção maior a particularismos e emoções, que espelhavam a maior participação do indivíduo na sociedade e o nascimento de uma nova ética, na evolução da kalokagathia - a identificação da Beleza com a Virtude - para a paideia, significando a educação integral para a formação de um cidadão perfeito. É outro dado importante na fase Severa a consolidação de uma nova forma de analisar a realidade visível. Ao contrário do pensamento Arcaico, quando ainda não se era capaz de descobrir nenhuma ordem racional no mundo da experiência imediata, e se invocavam razões mitológicas sobrenaturais para os acontecimentos e fenômenos da Natureza, a partir das inquirições dos filósofos pré-socráticos se começa a imaginar que o mundo poderia "fazer sentido" e que o destino dos homens dependia deles mesmos. Não admira então que se desenvolva um novo interesse pelos estados mentais e emocionais, e que se tente expressar essas pesquisas na arte naturalista, dramática e dinâmica do período.

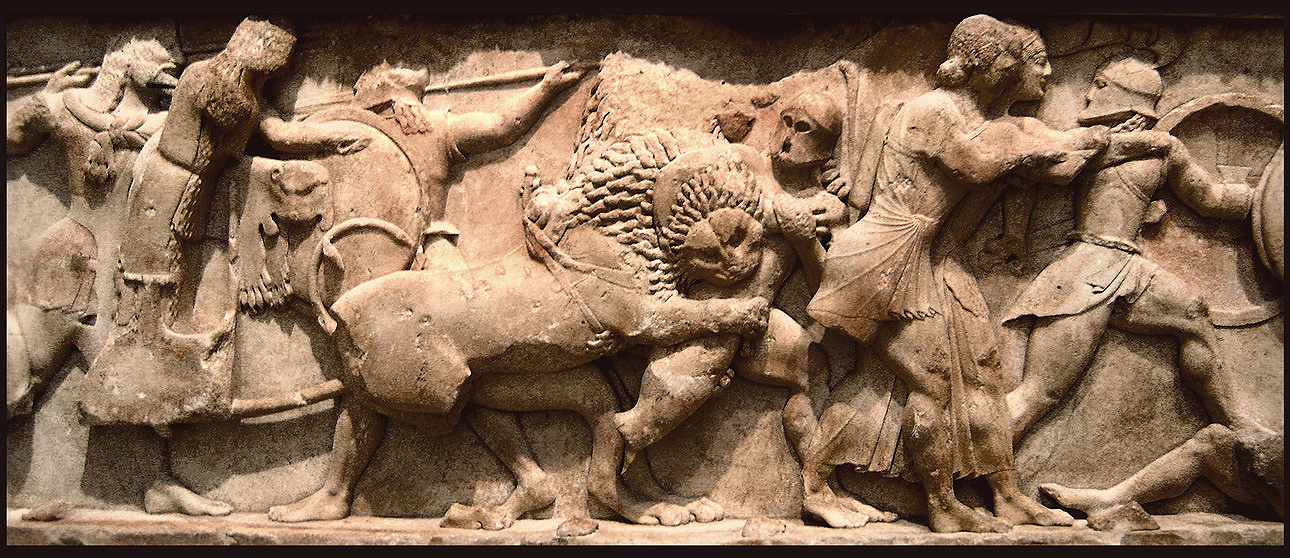
Friso Arcaico tardio com a Gigantomaquia, do Tesouro de Sífnos, c. Museu Arqueológico de Delfos

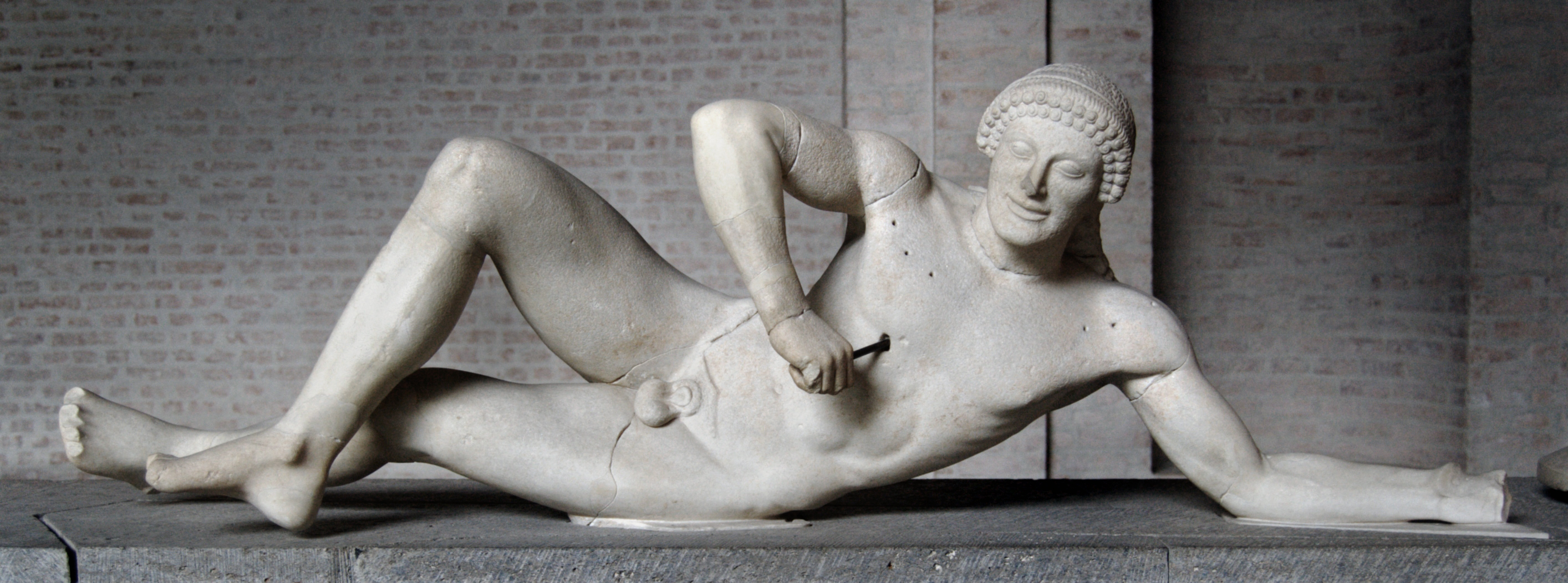
Guerreiro do Templo de Afaia, frontão oeste, c. Gliptoteca de Munique. Exemplo precursor do estilo Severo

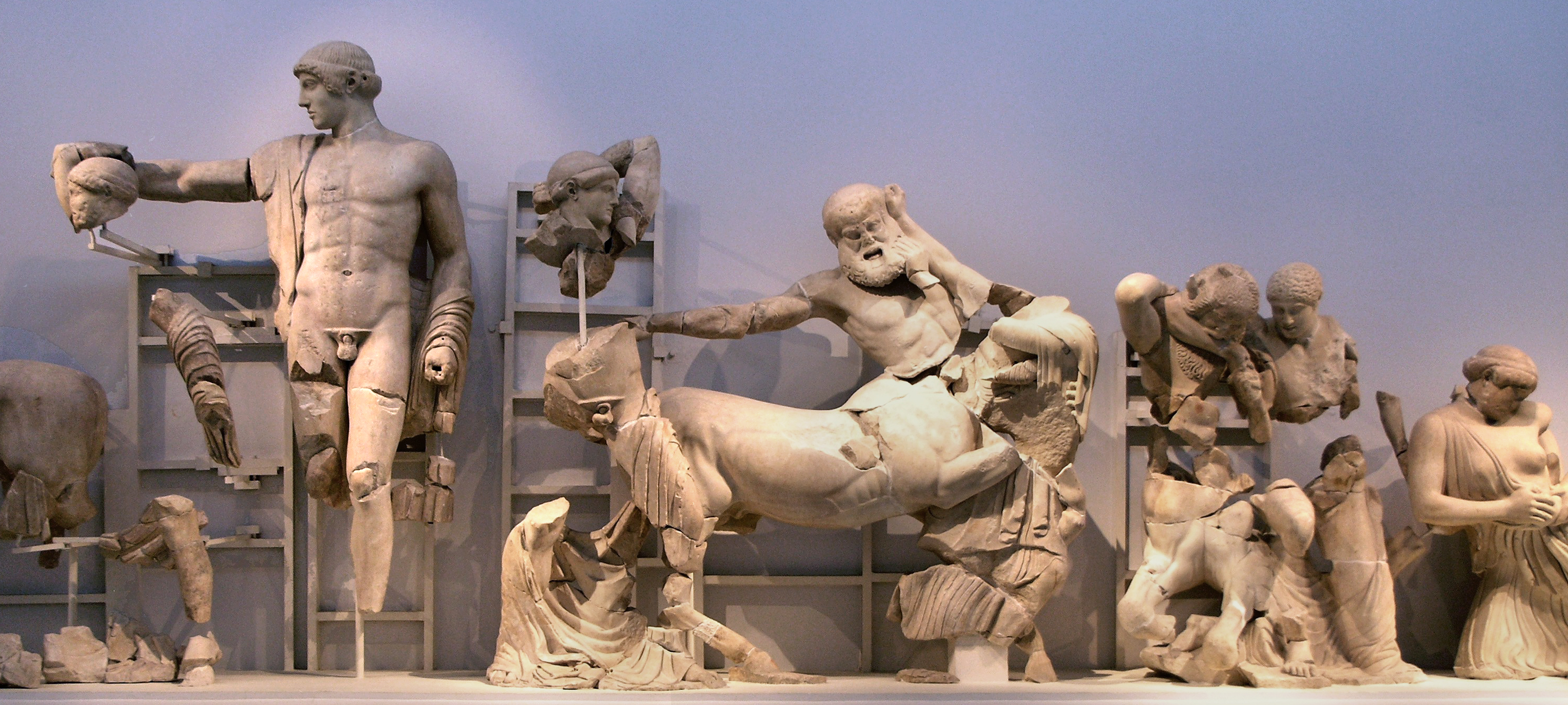
Mestre de Olímpia: Parte do pedimento oeste do Templo de Zeus em Olímpia, c. Museu Arqueológico de Olímpia. Exemplo maior do estilo Severo plenamente expresso

Entretanto, um estudo de Andrew Stewart afirma que pesquisas estratigráficas realizadas na Acrópole de Atenas revelam quase com certeza que o estilo Severo está ausente em camadas anteriores ao saque persa de 480 a.C., e que todo o material subjacente é Arcaico. Segundo ele as diversas estátuas Severas encontradas ali evidenciam ser de uma data posterior em até 40 anos à reocupação ateniense da cidadela. Escavações em outros locais teriam trazido resultados semelhantes, fazendo inaugurar o estilo com a segunda versão do grupo dos Tiranicidas, a de Crítio e Nesiotes, esculpido entre 477 e 476 a.C., relacionando-o à vitória grega contra os persas e ao sentimento de autoconfiança que dela derivou, uma confiança que também dependia da maturação do modelo social da cidade-estado e da vida estável que ela proporcionava, mas que era contrabalançada pela contenção exigida no comportamento individual e por um novo senso de responsabilidade social. Nesse sentido, a própria vitória sobre os persas foi vista como um triunfo da ordem e da razão sobre um mundo até então dominado for forças desconhecidas e incontroláveis. De outro lado, Brunilde Ridgway levanta a hipótese de que Atenas, envolvida com a guerra, estaria na verdade defasada artisticamente em relação a outros centros e que é bem plausível um início anterior fora dali para o estilo.
Uma leitura plurifocal das origens do estilo Severo é a mais razoável, e encontra apoio no fato de que mesmo antes das Guerras Médicas a Grécia já estava em uma condição de efervescência intelectual, tendo ademais estabelecido uma larga rede de comércio com vários entrepostos e colônias no Mediterrâneo, fazendo com que se desenvolvesse uma cultura pan-helênica que já não aderia completamente aos antigos princípios da aristocracia. Jerome Pollitt acrescenta dizendo que a invasão persa não pode ser responsabilizada pela evidente evolução da técnica escultórica, embora tenha catalisado uma mudança imediata na mente coletiva e no gosto, aglutinando o humanismo hesitante dos anos anteriores e o conduzindo em direção a uma nova óptica artística que no Classicismo encontraria um terreno para expressão madura. Ao mesmo tempo ele justifica atribuir a liderança a Atenas na transição do Arcaísmo para o Classicismo depois da guerra pelas próprias circunstâncias sócio-políticas únicas e atípicas desta cidade em relação ao contexto grego de sua época, junto com a intensa atividade edificatória e artística desencadeada pela reconstrução da Acrópole, embora não associe o Classicismo resultante exclusivamente com Atenas.
Seja como for, a própria função da arte se modifica nesse período. Enquanto que a estatuária Arcaica era basicamente funcional, voltada ou para o sagrado ou servindo como monumento, no período Severo ela se liberta de seu utilitarismo e adquire certa autonomia. Com uma civilização já em pleno florescimento, os gregos já se sentiam mais seguros e livres da pressão imediata da luta pela vida e podiam dar mais atenção às questões da filosofia e da estética. Hauser afirma que nesta etapa...
"... o conhecimento prático dá lugar ao exame livre, meios de dominar a natureza passam a ser métodos de descobrir a verdade abstrata. E assim a arte, que começou por ser uma mera servidora da magia e do ritual (…), torna-se até certo ponto uma atividade pura, autônoma, desinteressada, praticada pelo seu próprio valor e pela beleza que revela.".

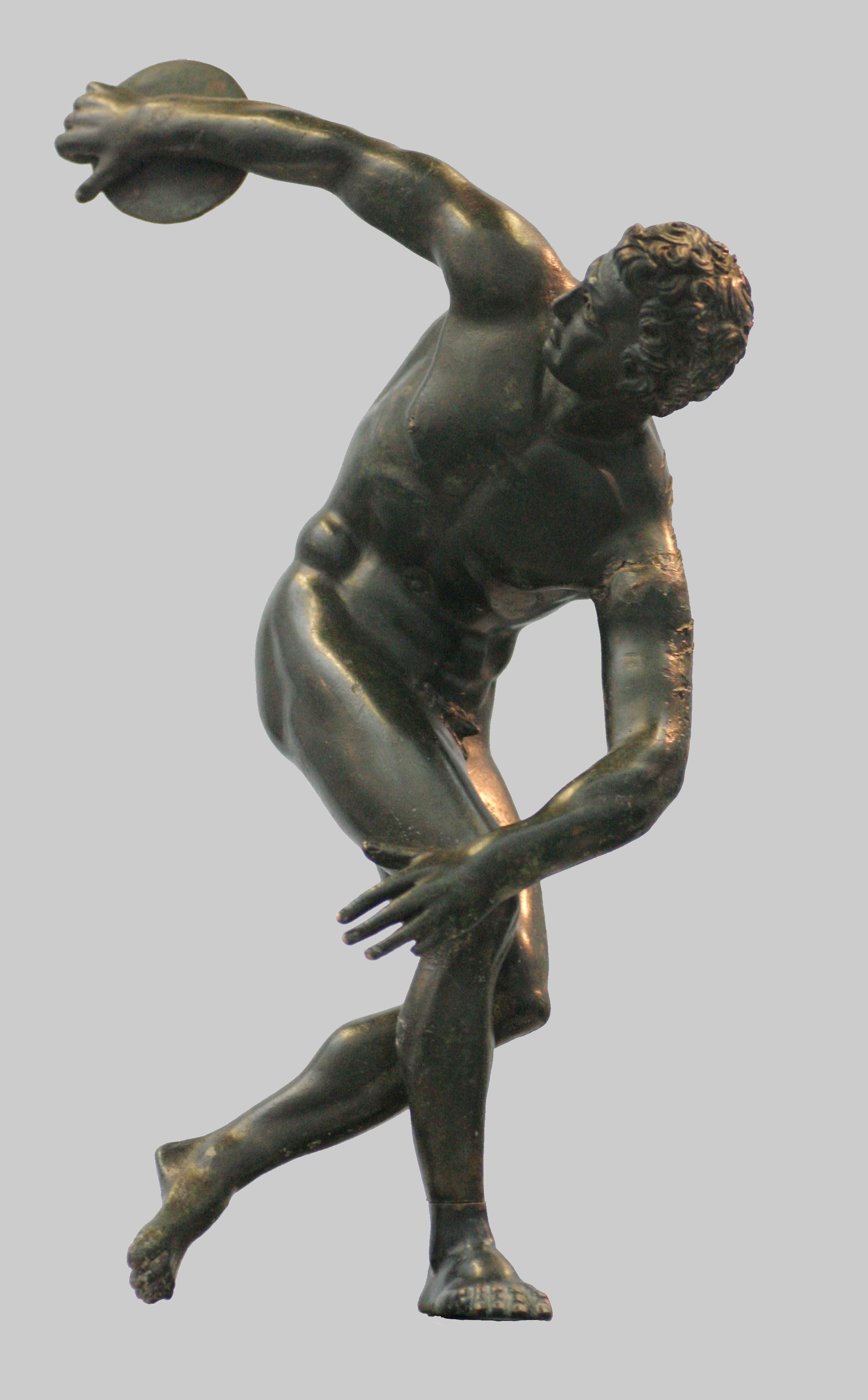
O Discóbolo de Míron, c. Cópia romana reduzida do século II. Gliptoteca de Munique

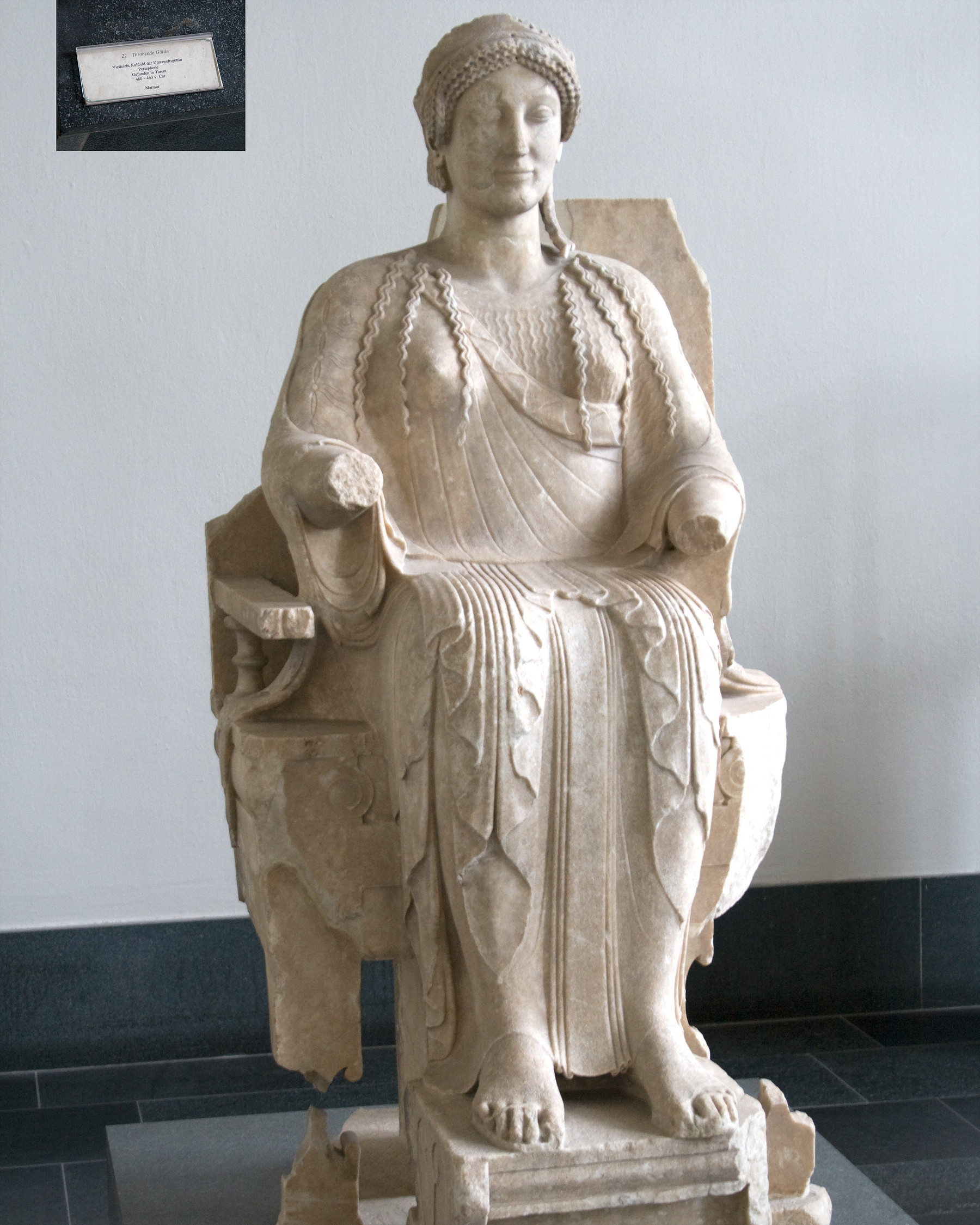
Perséfone entronizada, c. Museu de Pérgamo. Clara tendência arcaizante na estatuária de culto em uma data tardia

Mas devemos ter cuidado no especular em que extensão a arte adquiriu uma independência da religião ou deixou de refletir aspirações éticas e espirituais quando se entregou à pesquisa naturalista. Mesmo que a Beleza fosse uma meta, para os gregos ela não fazia sentido sem sua combinação com a Virtude, num ideal de unidade, perfeição e harmonia ligado primariamente aos aristocratas mas também projetado nos atletas vencedores dos Jogos, tão decantados na lírica de Píndaro e considerados verdadeiros heróis. E mesmo que os mestres escultores fossem muito prestigiados por sua habilidade, ainda eram meros "técnicos", operários especializados. A noção de "arte pela arte" estava ainda por nascer no distante futuro. Não obstante, o naturalismo das estátuas Severas logo foi aplaudido, o que indicava uma mudança na concepção de arte e no padrão de beleza. O mesmo Píndaro as aclamava por se parecerem a "criaturas viventes", e depois dos Tiranicidas, acreditado como o primeiro retrato de indivíduos particulares, estátuas de atletas proliferam em toda a Grécia. Na fase Arcaica os atletas vencedores já eram celebrados com a ereção de mementos sob a forma de kouroi, mas estes não os retratavam fisicamente, antes apenas comemoravam uma ideia genérica de beleza e de sucesso. Agora, num período em que o indivíduo ganha mais importância social por si mesmo e não apenas epitomiza abstratamente um grupo, os retratos naturalistas se multiplicam e são apreciados por sua semelhança com as pessoas reais, e começam a ser organizados concursos de beleza física. Aliás, um dos termos gregos para nomear a perfeição corporal é agalmatías, significando "estatuesco". Essa associação íntima entre corpo e imagem fiel do corpo, inaugurada no período Severo e muito expandida mais tarde, fez da estatuária para os gregos uma segunda Natureza.
A repercussão desse fenômeno na esfera religiosa também foi enorme, a ponto de serem registrados casos de intercurso sexual com ídolos. Um tal comportamento era até para os gregos uma aberração, mas, significativamente, num caso relatado ocorrido dentro do próprio recinto do Templo de Apolo em Delfos, o deus patrono ordenou através de suas profetisas que não se punisse a pessoa, mas que ela oferecesse uma guirlanda de flores como agradecimento. E para tornar o panorama cultural dessa fase ainda mais dinâmico, ao mesmo tempo que crescia a tendência geral para o naturalismo, na estatuária de culto recusava-se a morrer uma inclinação arcaizante. Um exemplo que sobreviveu é a Perséfone entronizada hoje no Museu de Pérgamo, de uma data tão tardia como 460 a.C., praticamente contemporânea ao Discóbolo de Míron. Este, que foi um dos grandes nomes dessa fase e um dos que mais fizeram avançar o naturalismo, também pôde esculpir certa ocasião um xoanon, um modelo de imagem para culto em madeira que remontava aos tempos Geométricos. Tais entrecruzamentos de tendências, funções e significados tornam o período Severo um terreno fértil para o estudo e a evolução da escultura grega bem menos linear do que poderia parecer.
Em suma, o estilo Severo trouxe uma série de importantes inovações formais, técnicas e ideológicas para a escultura, mas não representou uma ruptura total com a tradição Arcaica, pois esse desenvolvimento não nasceu do nada. No que tange aos kouroi, o modelo formal Arcaico mais importante e o que menos se alterou ao longo de mais de 150 anos, as mudanças introduzidas pelos escultores Severos acontecem com rapidez e são mais óbvias, mas quanto aos relevos e escultura pedimental havia desde bem antes uma liberdade muito maior. No período Arcaico tardio já se havia conquistado um grande domínio na técnica e acumulado um considerável repertório de posições do corpo humano, embora as figuras se encontrassem mormente de perfil ou de frente, recurso reminiscente da arte egípcia, que foi uma das fontes originais da escultura grega. O friso norte do Tesouro de Sífnos (c. 525 a.C.), hoje no Museu Arqueológico de Delfos, é um dos exemplos mais vigorosos e avançados da arte Arcaica tardia - embora seu cânone de proporções seja ainda o mesmo dos kouroi - e conduz diretamente para o passo seguinte, representado pela decoração do Templo de Afaia, em Egina, de c. 505−480 a.C., onde já aparecem situações em que o corpo é visto em giro e torsão e o cânone de proporções já é sensivelmente diverso.

## Características

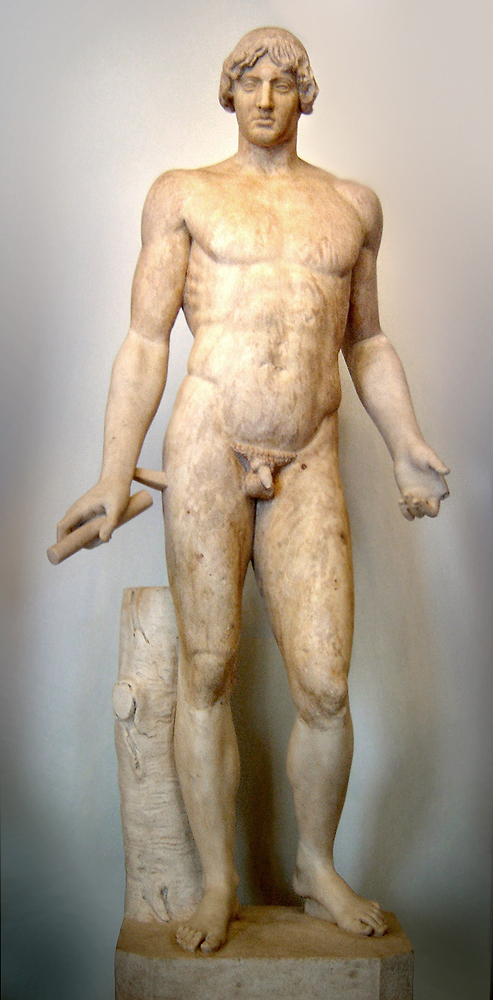
Atribuído a Cálamis: Apolo do ônfalo ou Apolo Alexícaco. Museus Capitolinos

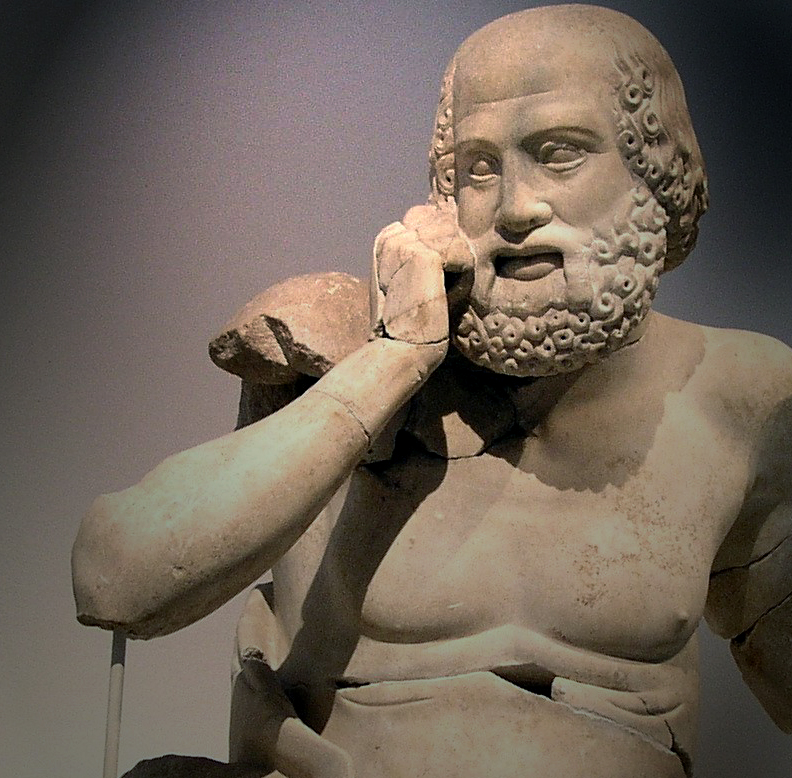
Detalhe da estátua de um vidente ancião do Templo de Zeus em Olímpia. Museu Arqueológico de Olímpia

O estilo Severo recebeu seu nome pela sua austeridade e economia formais e seu repúdio ao decorativismo. Em relação ao modelo Arcaico é evidente um maior naturalismo e um estudo bem mais detalhado da anatomia, mas também aparece a preocupação de captar aspectos da transiência - o congelamento da ação em um momento harmônico, ainda que passageiro  - e de estados emocionais e mentais num contexto colorido por um senso de drama. Jerome Pollitt diz que
"As estátuas Arcaicas tendem a ser icônicas, isto é, ser "presenças" perenes, associadas a uma realidade superior e não afetadas pelas condições mutáveis do mundo. As estátuas do Classicismo Primitivo (do estilo Severo) tendem a ser dramáticas, e transmitir a impressão de que representam um estágio determinado em uma sequência de eventos. (…) Crítio (…) rompeu com a centenária estabilidade da fórmula dos kouroi deslocando o peso do corpo para a perna esquerda, deixando a perna direita, com seu joelho ligeiramente dobrado, livre para equilibrar ou impulsionar. O deslocamento do peso para a esquerda ergue o quadril esquerdo e provoca uma leve assimetria no torso. A cabeça se volta para a direita, rompendo completamente com a rígida frontalidade dos kouroi. O efeito desses recursos técnicos é criar uma figura que parece hesitar e estar incerta sobre o que fazer e para onde ir. Ele parece consciente de seu ambiente e estar diante de alternativas que exigem julgamento e decisões. Em suma, ele parece viver e pensar. No caso do Efebo de Crítio intuitivamente sentimos uma espécie de contexto dramático para a estátua, embora não possamos precisar qual seja".
Os detalhes decorativos são reduzidos a um mínimo, a ênfase recai nos traços anatômicos principais, e o interesse pela caracterização das emoções e pelo seu potencial narrativo conduz a uma exploração de suas repercussões sobre a dinâmica corporal. A rígida frontalidade que definiu a estatuária Arcaica e seus tipos - o kouros e a kore - é definitivamente deixada para trás, em prol de representações abrangendo uma vasta gama de posturas, desde a tranquilidade contemplativa e introspectiva até as agonias da morte, entre contorções musculares e faces angustiadas. Se formula um novo cânone de proporções, mais elegante, alongado e desenvolto, se passa a tratar diferentemente deuses e de homens, e aparecem representações mais verossímeis da velhice, embora as crianças ainda sejam adultos em miniatura e ainda exista grande idealização em todas as formas.
O modelado da cabeça se harmoniza com o movimento do torso, o torso se liga mais organicamente com o quadril e este acompanha o movimento das pernas, criando um todo coerente e já não concebido em blocos. Desenha-se com mais nitidez o chamado perfil grego, unindo a testa e o nariz em uma linha quase retilínea. A adoção de um modelo de lábios onde o superior se projeta ligeiramente sobre o inferior, de um novo desenho, mais volumoso, das pálpebras, e de semblantes mais emotivos, levam a um progressivo abandono do sorriso arcaico, uma solução expressiva encontrada invariavelmente em toda a produção escultórica da fase anterior. Em termo materiais, o bronze começa a se tornar um material de uso predominante para a estatuária independente da arquitetura. O período Severo foi também o momento em que aparece pela primeira vez, instalada no Templo de Zeus em Agrigento (c. 500 a.C.), uma nova tipologia escultórica, a dos atlantes, com seu correspondente feminino nas cariátides, figuras humanas usadas com a função de colunas.
Quanto ao aspecto global das obras, devemos lembrar que um olhar desinformado sobre os kouroi Arcaicos, comparando-os a peças Severas como o Apolo do Ônfalo, por exemplo, no estado em que se encontram no presente, apenas em mármore nu, pode sugerir uma aparente contradição com o que se disse antes sobre a maior economia formal da estatuária Severa, pois hoje ela nos aparece mais rica e complexa que a outra. Mas temos também as korai e seus vestidos cheios de texturas, desenhos e pregas, seus penteados complexos, cuja função era meramente ornamental. Além disso, nos tempos Arcaicos era regra a complementação do efeito plástico da obra com a pintura de sua superfície. A pesquisa recente demonstrou que o gosto dos gregos Arcaicos era plasticamente exuberante, cobrindo as partes onde se representava tecidos e metais (calças, mantos, armaduras) com padronagens extravagantes e cores vivas, além do efeito decorativo adicional de adereços vários como armas, coroas, colares e outras jóias, algumas das quais podiam ser extremamente luxuosas. Toda essa decoração acessória em sua época desempenhava um papel determinante no impacto visual final da obra, até maior do que o desempenhado pelos puros volumes escultóricos. Em suma, a ênfase do aspecto decorativo na passagem da escultura arcaica para a severa sinalizou um decréscimo, mas a evolução da arte do entalhe na pedra e da descrição da anatomia corpórea foi na direção de um enriquecimento técnico e formal.

## Escultores notáveis
Conhecem-se apenas um punhado de nomes de escultores ativos no período Severo.[carece de fontes?] Entre os mais notáveis estão:
- Ageladas, celebrado pela tradição como um dos mais importantes e ativos escultores da Escola de Argos, embora haja muitas dúvidas em torno de sua vida, e pode ter havido dois artistas com este nome. Trabalhou na passagem do período Arcaico para o Severo. Foi possivelmente o mestre de três outros artistas de grande destaque: Míron, Fídias e Policleto. De suas obras nenhuma sobreviveu até nossos dias, mas alguns atribuem a ele os famosos Bronzes de Riace.[27]
- Onatas, membro da Escola de Egina, teve diversos trabalhos citados por Pausânias, que foi a fonte da identificação das esculturas do frontão leste do Templo de Afaia como sendo com boa possibilidade suas, um importantíssimo grupo de peças de transição entre o estilo Arcaico e o Severo.[28]
- Crítio, possível discípulo de Antenor, foi um dos primeiros mestres da escola Severa. A ele se atribui o célebre Efebo de Crítio do Museu da Acrópole de Atenas. Junto com Nesiotes, criou a segunda versão do grupo dos Tiranicidas, que havia sido roubado pelos persas, e que se preservou em cópias romanas.[29] Existem diversas bases de escultura com sua assinatura, mas as obras respectivas se perderam.
- Mestre de Olímpia, um escultor anônimo que, junto com seus assistentes, foi autor do mais importante grupo escultórico do período Severo, instalado nos frontões do Templo de Zeus em Olímpia.[30]
- Cálamis, cuja vida está envolta em mistério, inscrições o acusam como autor do desenho das métopes do Partenon, é o provável autor do Apolo do Ônfalo, e alguns dizem ser dele o Deus do Cabo Artemísio.
- Míron, famoso escultor da passagem do estilo Severo para o Classicismo. Diversas de suas obras sobrevivem em cópias romanas, mas basta mencionar o Discóbolo, uma das peças individuais mais conhecidas de toda a herança grega, e que pôde penetrar até na cultura popular.[31]
- Fídias, talvez o mais aclamado escultor grego, cuja principal parte de sua carreira transcorreu no Classicismo, em sua juventude elaborou obras ainda sob influência Severa. Todas se perderam, mas uma delas, a Atena Lêmnia, pôde ser reconstruída conjeturalmente por Adolf Furtwängler em 1891 a partir de um torso bastante completo e uma cabeça avulsa, que se julgam ser cópias romanas de um original em bronze do grego.[32]

## Obras principais

### Os grupos decorativos do Templo de Afaia, em Egina

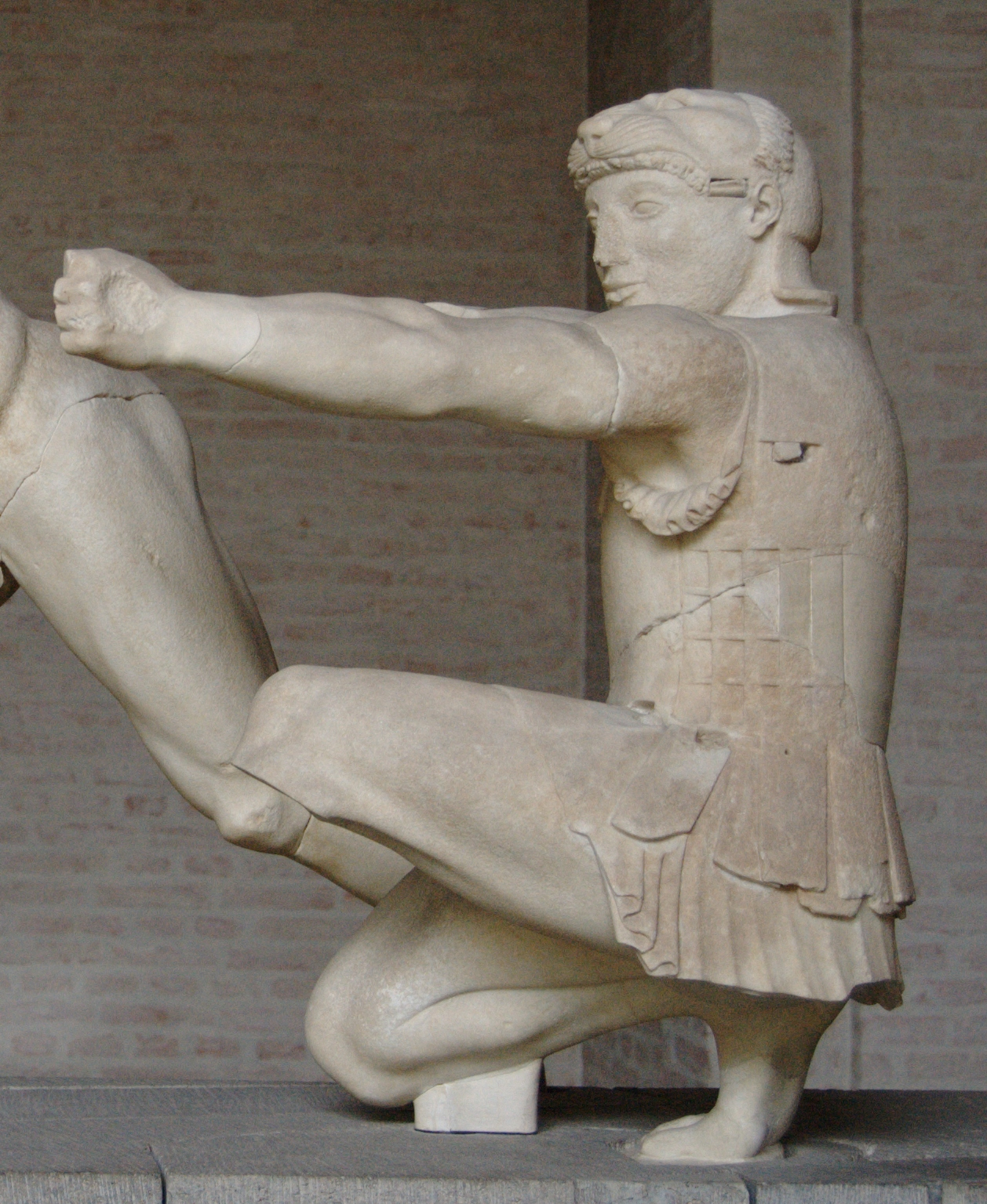
Figura de Hércules do frontão leste do Templo de Afaia. Gliptoteca de Munique

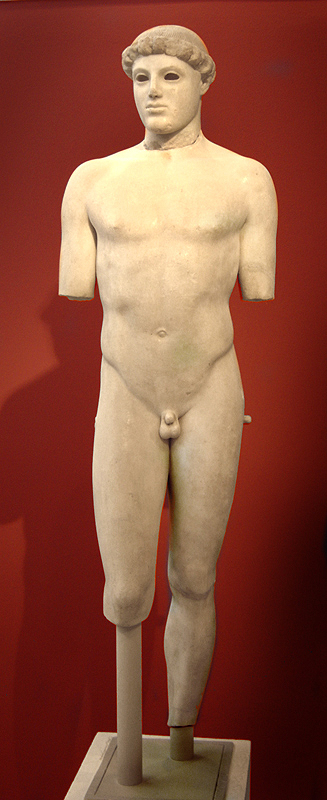
Crítio: Efebo, c., Museu da Acrópole de Atenas

Hoje preservados na Gliptoteca de Munique, a partir de onde exerceram um impacto significativo para determinar o caráter do Neoclassicismo alemão no século XIX. Subsistem dois grupos de estátuas, e originalmente se apresentavam nos frontões do templo. O frontão oeste é mais antigo (c. 500−505 a.C.), e tem um estilo Arcaico já suavizado, como se percebe no modelado desenvolto e na anatomia mais exata e flexível, mas o leste (c. 485−480 a.C.), atribuído a Onatas, já é de transição. Ainda Arcaizante nas cabeças, com sua face sorridente, mas já se esboçam expressões distintas e é claramente Severo nos corpos, bastante detalhados e dinâmicos. Uma comparação com o kouros de Anavissos Arcaico, de c. 530 a.C., ilustrado antes, patenteia os avanços estilísticos. Ambos os grupos se centram na figura de Atena, ladeada de guerreiros. As esculturas ainda conservam muitos traços de pigmento, reveladores de um intrincado esquema decorativo, tendo sido uma das mais importantes referências para o estudo da pintura de superfície da escultura da Grécia Antiga. Outra característica singular é que algumas peças são acabadas em todos os ângulos, mesmo naqueles que deveriam ficar invisíveis ao espectador, contrariando uma prática de acabamento frontal mais refinado que perduraria até o fim do Classicismo. A organização dos fragmentos ainda é matéria de aceso debate, e sua disposição no museu é conjetural.

### O Efebo de Crítio
Criado presumidamente por Crítio ou seu círculo, datado de c. 480 a.C., seu torso foi encontrado na Acrópole de Atenas em 1865, e sua cabeça veio à luz somente vinte e três anos mais tarde. É uma das primeiras estátuas a mostrar uma sugestão do contrapposto - um movimento nas ancas que surge quando a figura se apóia em uma das pernas enquanto a outra se encontra em repouso - o que representa uma conquista importante em relação à rigidez da tipologia escultórica Arcaica, e fala no novo entendimento dos artistas a respeito do corpo e de seu funcionamento como um sistema unificado. Suas proporções são precursoras do cânone que Policleto aperfeiçoaria no final do século.

### Grupo dos Tiranicidas
O grupo original foi criado em bronze por Antenor em 514 a.C., sendo muito apreciado, mas foi capturado pelos persas durante o saque de Atenas e instalado em Susa. Os atenienses então encomendaram uma cópia em mármore realizada por Crítio e Nesiotes em 477−476 a.C., mais tarde perdida, sobrevivendo em cópias romanas. O grupo comemora o estabelecimento da democracia em Atenas depois da tirania de Pisístrato, e representa os heróis Harmódio e Aristógito.

### O Auriga de Delfos
Uma das raras estátuas em bronze que se conservaram até nossos dias. Considerada uma das mais preciosas realizações da escultura grega, foi encontrada em 1861 no santuário de Apolo em Delfos. Foi fundida em 474 a.C. para comemorar a vitória de uma equipe de aurigas nos Jogos Pítios. O Auriga e escassos fragmentos dos cavalos são o que restou do que deve ter sido um enorme grupo escultórico, a incluir o carro, quatro ou seis cavalos e dois cavalariços. Uma inscrição em sua base diz ter sido encomendada pelo tirano de Gela e dedicada a Apolo. A estátua ainda possui os olhos de vidro e apliques de cobre para colorir os lábios.

### O conjunto decorativo do Templo de Zeus em Olímpia
Instalado originalmente no mais importante templo da Grécia e a maior realização arquitetônica do período Severo, o Templo de Zeus do Santuário Pan-helênico de Olímpia, o grupo foi esculpido entre 470 e 457 a.C. por um artista desconhecido chamado Mestre de Olímpia e seus auxiliares, e se preserva significativa proporção. Aqui são encontradas pela primeira vez na arte grega características que seriam retomadas somente na fase Helenística bem mais tardia, como o extraordinário dinamismo nas cenas e expressões emocionais intensas. Este conjunto é considerado a obra-prima da estatuária do período Severo.

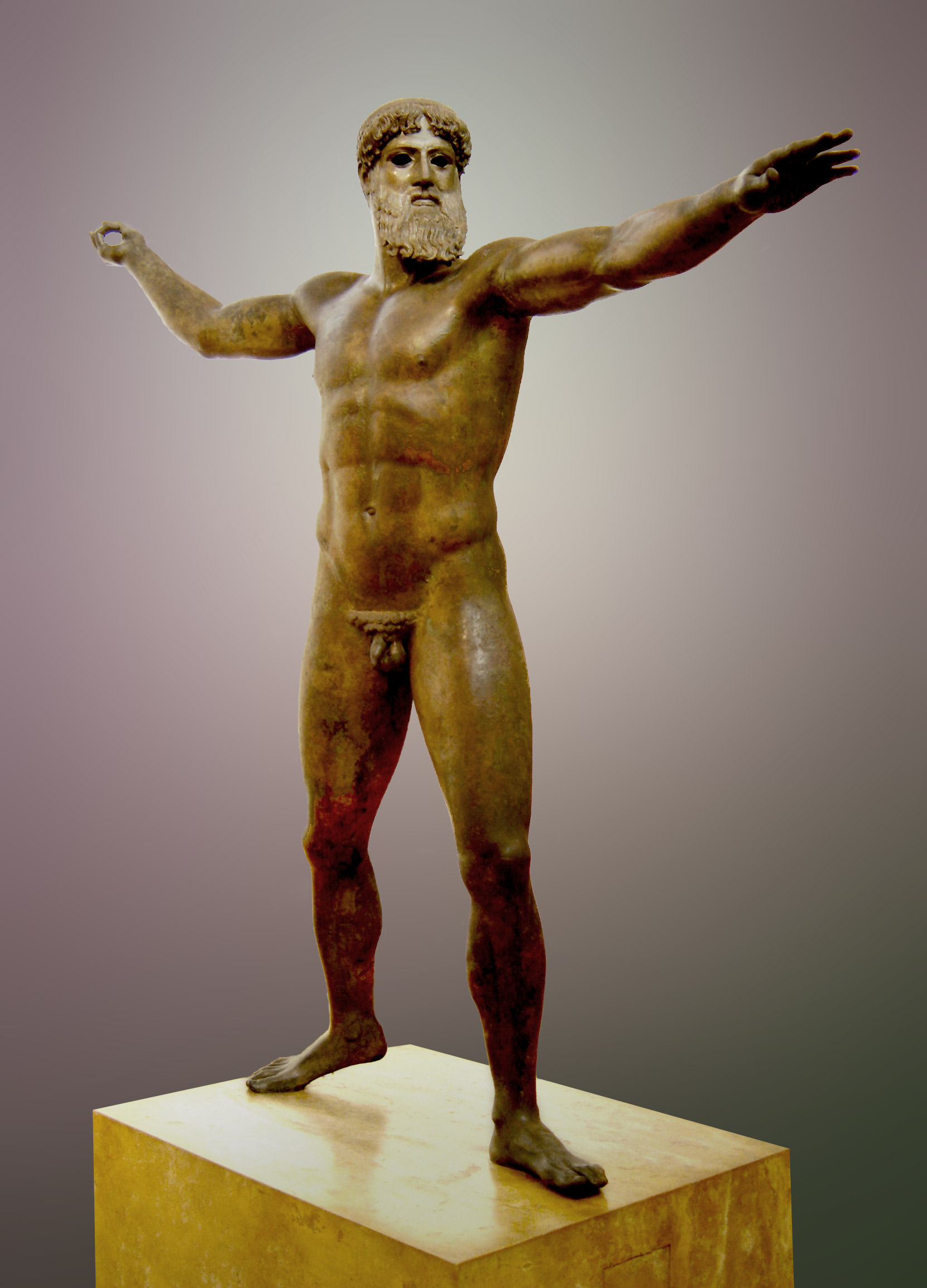
O Deus do Cabo Artemísio, Museu Arqueológico Nacional de Atenas

### O Deus do Cabo Artemísio
Escultura em bronze de c. 460 a.C. recuperada do fundo do mar ao largo do cabo Artemísio em 1926. Conforme o autor é tida como um retrato de Zeus ou de Posidão. Sua identificação é complicada pelo desaparecimento do atributo que estaria portando na mão direita, embora a maior parte dos estudiosos se incline para considerá-lo uma representação de Zeus a lançar seus raios, consistente com imagens do deus em atitude similar encontradas em moedas, pinturas de vasos e estatuetas, onde o raio está representado. Também sua origem é obscura, sendo ora atribuída a Cálamis, ora a Onatas, ora a um mestre desconhecido. É uma obra extraordinariamente bem conseguida, com notável expressão de força contida prestes a ser liberada. Tornou-se um ícone da cultura grega contemporânea, sendo reproduzida em selos.

### Apolo do Ônfalo
O Apolo Choiseul-Gouffier, o Apolo do Ônfalo de Atenas, e o Apolo Capitolino, todos cópias romanas de grande qualidade de um mesmo bronze de c. 470−450 a.C., perdido, representando o Apolo do Ônfalo, atribuído a Cálamis, ou talvez Onatas. O original foi mais tarde identificado como Apolo Alexícaco, o que afasta o mal, e foi dedicado ao deus em agradecimento dos atenienses pela proteção contra a peste de 430−427 a.C. 

### Os Bronzes de Riace

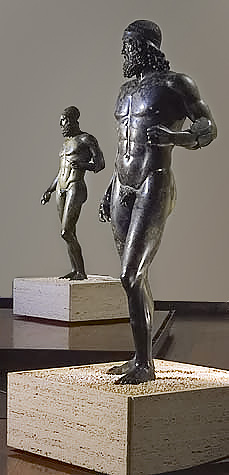
Os Bronzes de Riace, original grego. Museu Nacional da Magna Grécia

Um par de guerreiros fundidos em torno de 450 a.C., um jovem e um homem maduro, encontrados por Stefano Mariottini no fundo do mar ao largo de Riace, na Calábria em 1972. As estátuas preservam os olhos de vidro e osso, dentes de prata e lábios e mamilos em cobre. Seus traços de avançado naturalismo indicam serem obras transicionais para o Classicismo, mas diversas incongruências anatômicas traem a influência Severa. Originalmente deveriam portar escudos e lanças, e sua origem é desconhecida, mas possivelmente são provenientes de Delfos, Olímpia ou Argos, importantes centros de produção de estatuária em bronze nesse período. São magníficos exemplares da alta perícia que os gregos atingiram na fundição de estátuas em grandes dimensões. É muito possível que tenham se destinado a um templo local, já que relatos históricos dizem que Riace foi antigamente um grande santuário, talvez comparável a Delfos e Olímpia, e as pesquisas arqueológicas posteriores encontraram as fundações de edifícios sacros sob o leito marinho, nessa região onde a costa está lentamente afundando. Depois de restaurados, sua exibição em Florença e Roma em 1981 constituiu o evento museológico e arqueológico do ano, sendo divulgados nas capas de muitas revistas especializadas internacionais e em selos italianos.

### Discóbolo
Obra celebérrima de Míron, o Discóbolo (c. 460−450 a.C.) foi altamente apreciado desde sua criação. Originalmente em bronze, só é conhecido através de cópias romanas. É alternadamente incluído na fase tardia do período Severo ou como um dos primeiros exemplos do Classicismo, e de fato pertence a ambos, por seu enxugamento formal típico da fase Severa e por seu naturalismo avançado, que logo adiante se tornaria a assinatura Clássica por excelência. Sua postura é um feliz exemplo da captura do ritmo, da harmonia e do equilíbrio, apesar de ser algo incorreta em termos da dinâmica esportiva. A primeira cópia conhecida em tempos modernos foi descoberta em 1781 na colina do Esquilino, em Roma, e se tornou imediatamente famosa. Outras cópias e fragmentos apareceram em sucessão. Numa delas, muito conhecida, hoje no Museu Britânico, a cabeça foi restaurada inadequadamente voltada para a frente. Mas uma redução romana em bronze do século II mostra a cabeça voltada para trás, olhando a mão que segura o disco, uma atitude mais natural para o movimento e que deve ter sido a forma da composição primitiva, concordando com uma descrição feita por Luciano de Samósata no seu Philopseudes. Uma cópia fragmentária, constando apenas o torso, foi completada como o Guerreiro ferido, hoje nos Museus Capitolinos.

### Métopes do Partenon

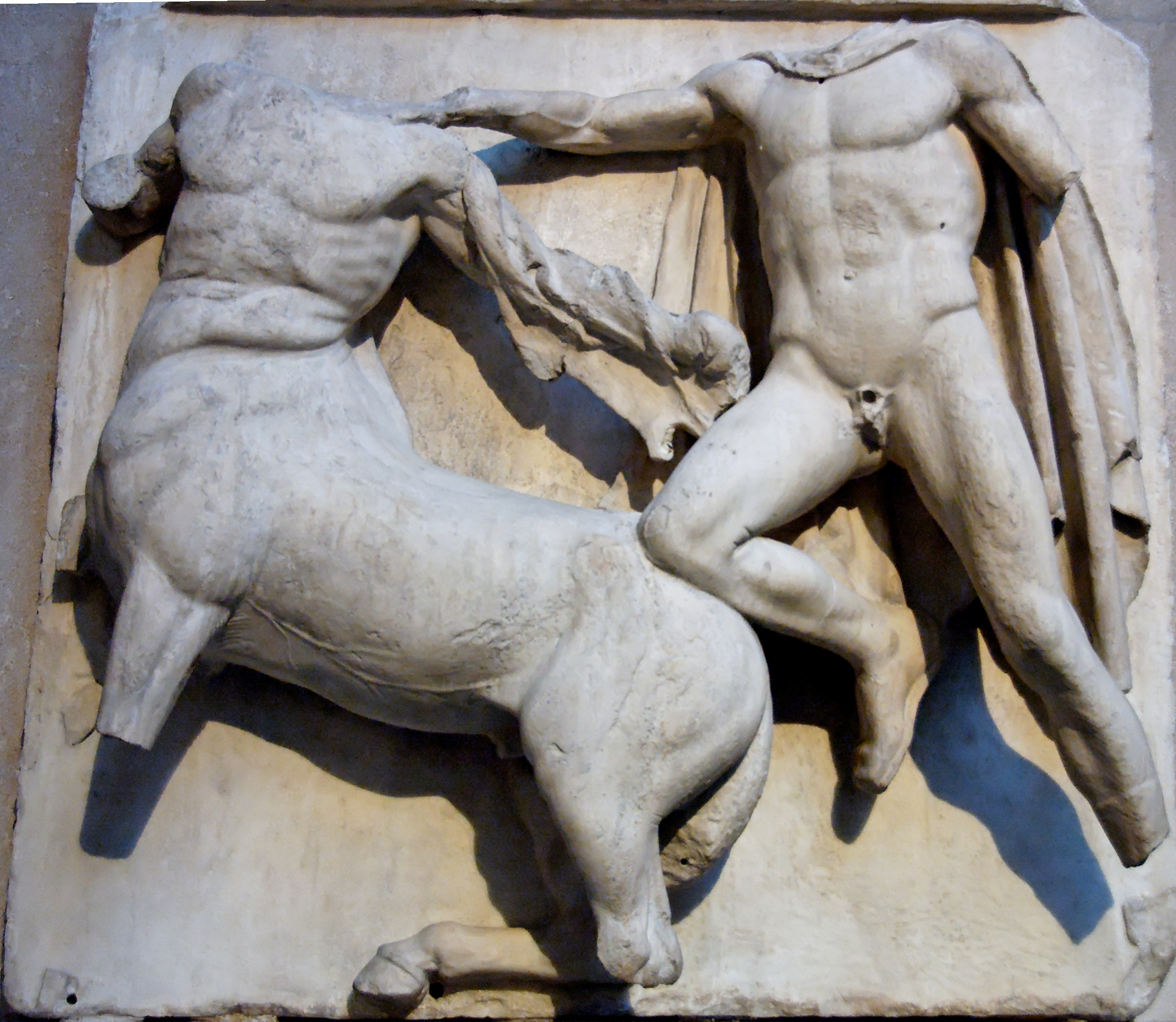
Uma das métopes sul do Partenon, c. Museu Britânico

Grande e importante grupo de 92 alto-relevos, originalmente instalado nas métopes do Partenon, em Atenas. Inscrições no templo datam-nas de c. 446−440 a.C. e o projeto geral é atribuído a Fídias. Apesar de serem geralmente consideradas obras Clássicas, de fato seu estilo é muito variado, revelando a intervenção de vários mestres escultores na execução, alguns com uma tendência mais conservadora reminiscente do Estilo Severo, e outros mais progressistas. As que estavam sob o frontão principal, ao leste, representam a Gigantomaquia, as do oeste a Amazonomaquia, as do sul a Centauromaquia Tessaliana e as do norte, em pior estado de conservação, parecem configurar o saque de Troia. Diversas delas ainda estão no edifício original, mas muitas foram levadas para a Inglaterra por Lord Elgin como parte dos Mármores de Elgin, e outras acabaram depositadas no Museu do Louvre.

## Irradiação e influência
A influência do estilo Severo se propagou à Etrúria, onde teve um impacto relativamente pequeno, mas na Lícia e na Fenícia foi significativo. Nas colônias da Magna Grécia, cujo contato com a metrópole foi prejudicado durante a Guerra do Peloponeso, as obras Clássicas são surpreendentemente escassas e o estilo Severo foi mais duradouro. As gerações seguintes de escultores gregos admiraram a pureza e austeridade do estilo Severo, embora não a imitassem. Mas durante o Helenismo, com suas tendências historicistas, aquele modelo recuperou prestígio e traços dele foram novamente empregados em uma síntese eclética com novas tendências. Em tempos modernos as obras do período Severo eram pouco conhecidas e o estilo sequer era identificado até a descoberta da estatuária do Templo de Zeus em Olímpia, na década de 1870, que causou uma grande surpresa nos círculos eruditos por seu aspecto que se julgou "rústico", numa comparação depreciativa, hoje tida como indevida, com a produção Classicista. Atualmente o estilo Severo é considerado uma entidade estética autônoma, algumas de suas obras-primas já gozam de fama mundial e são expostas nos museus em pé de igualdade com as grandes criações do Classicismo grego.
Na linha evolutiva da escultura grega, o estilo Severo representa uma fase de extraordinária importância, abrindo espaço para o estudo do corpo a partir da Natureza e não apenas perpetuando um modelo estático idealista e abstrato epitomizado pelo kouros, que dominou o período anterior. Os escultores Severos também foram os responsáveis pela formulação em um curto espaço de tempo de um cânone de proporções que seria a base sobre a qual Policleto, o "pai do Classicismo", construiria o seu próprio cânone, e de um novo e vasto repertório formal e técnico que no Classicismo seria explorado e variado à exaustão, e nesse sentido o estilo Severo é a base e parte importante da própria essência da arte Clássica, uma arte que vem inspirando artistas desde seu aparecimento até os dias de hoje.

## Outras obras

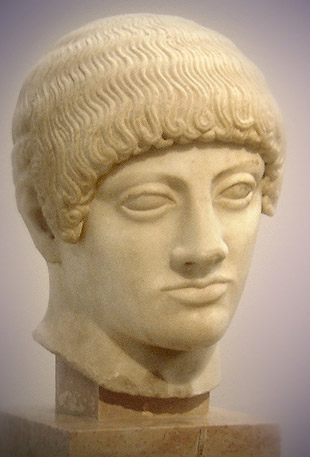
O Efebo louro, c. 490−480 a.C. Museu da Acrópole de Atenas
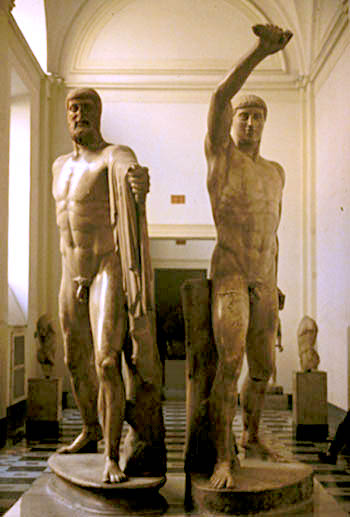
Os Tiranicidas, c. 477 a.C. Cópia romana. Museu Arqueológico de Nápoles
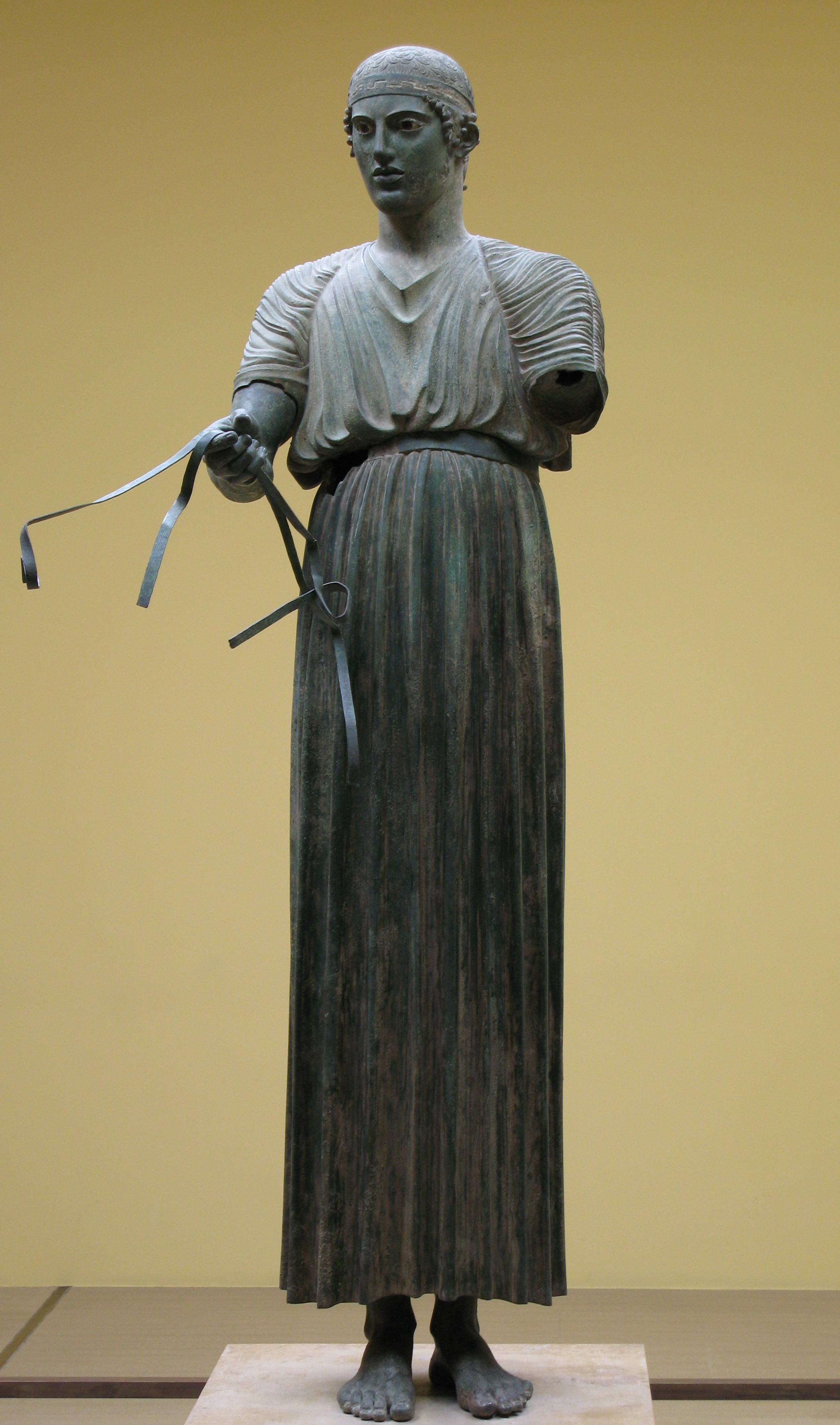
O Auriga de Delfos, 474 a.C. Museu Arqueológico de Delfos
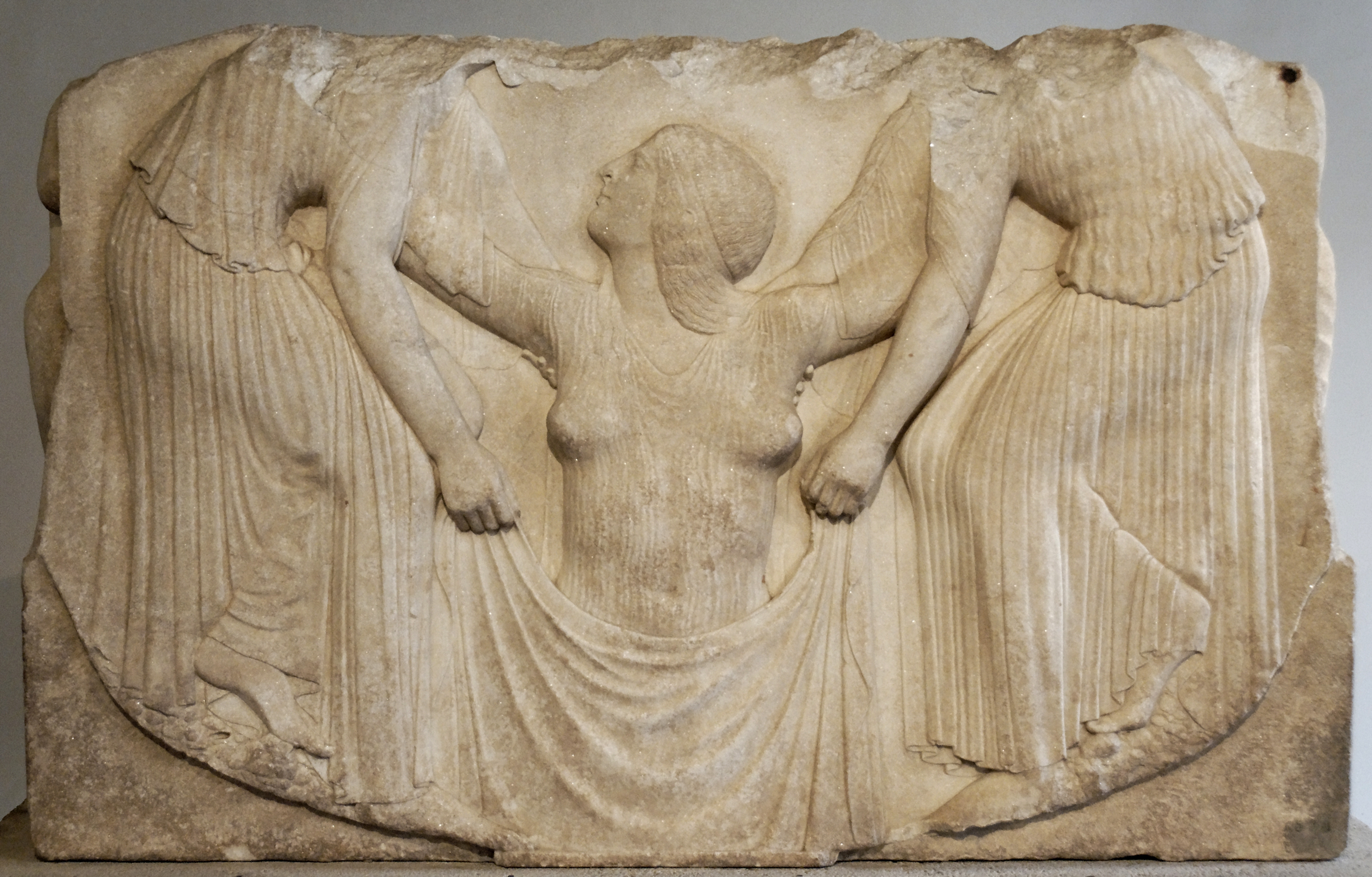
Trono Ludovisi, c. 460 a.C. Museu Nacional Romano

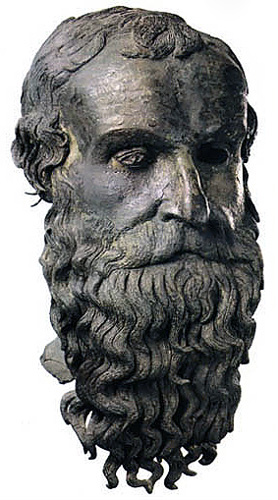
Cabeça de filósofo, c. 460−450 a.C., Museu Nacional da Magna Grécia
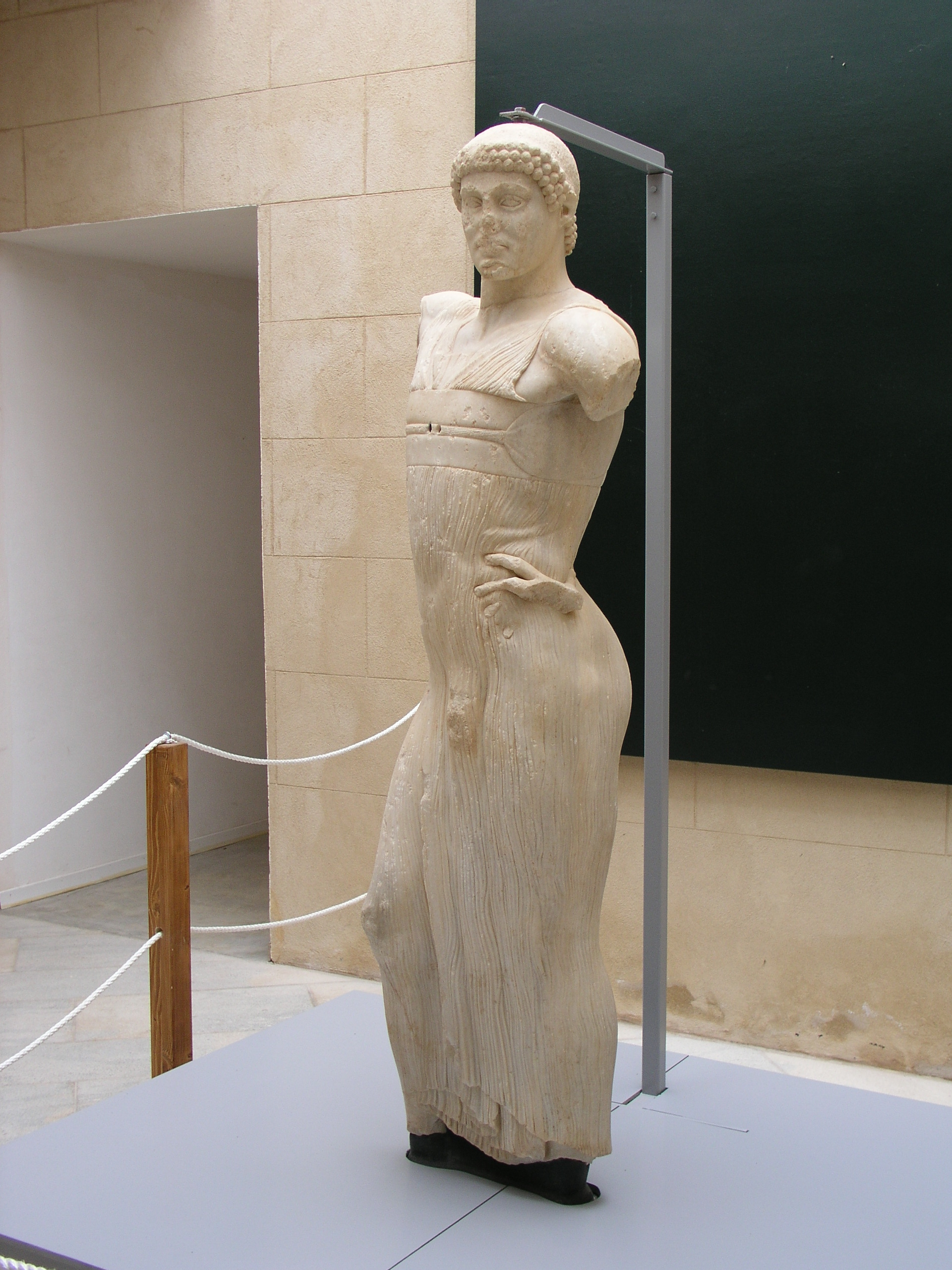
Efebo de Mozia, c. 460−450 a.C.
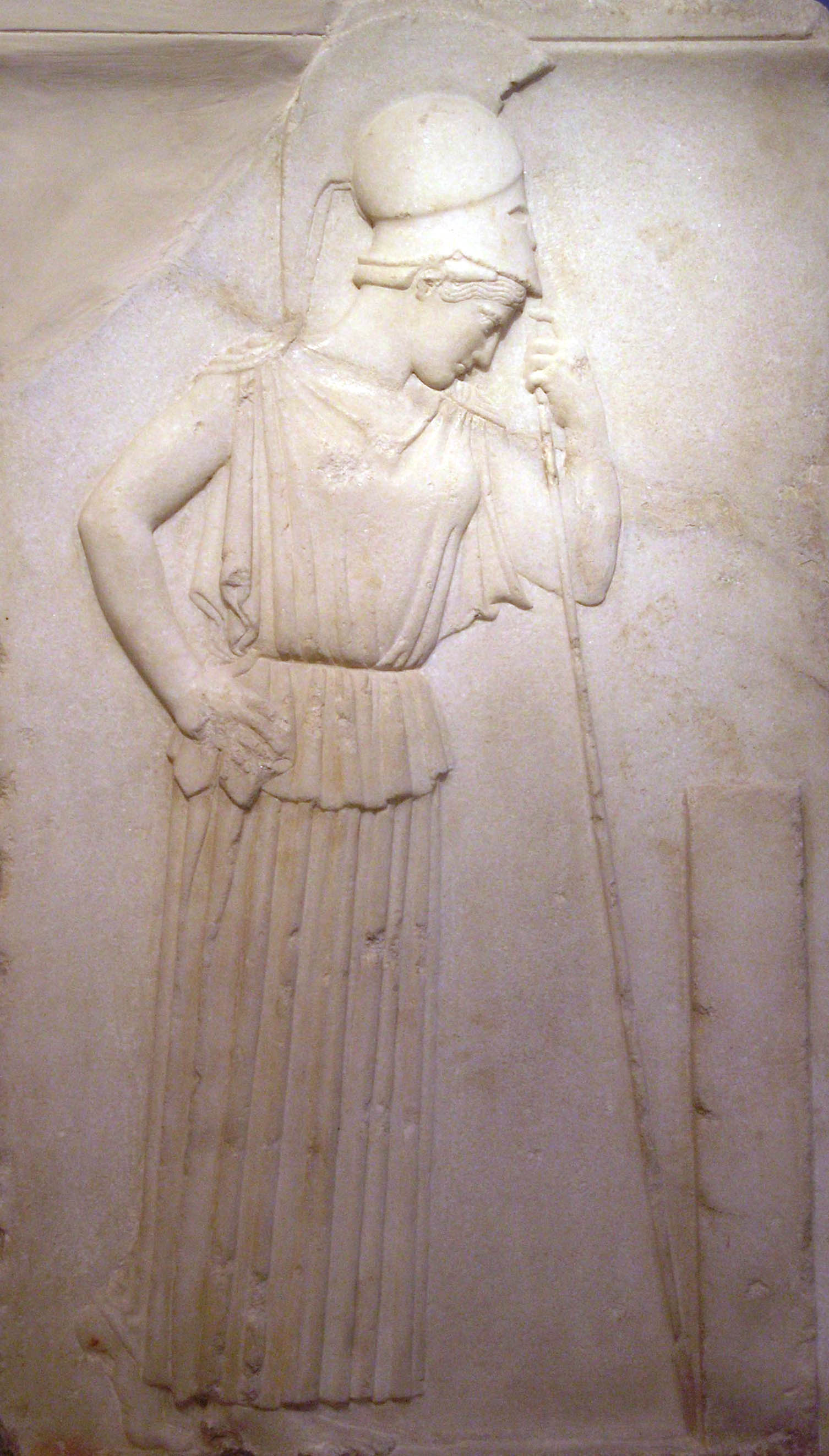
Atena contemplativa, c. 450 a.C. Museu da Acrópole de Atenas
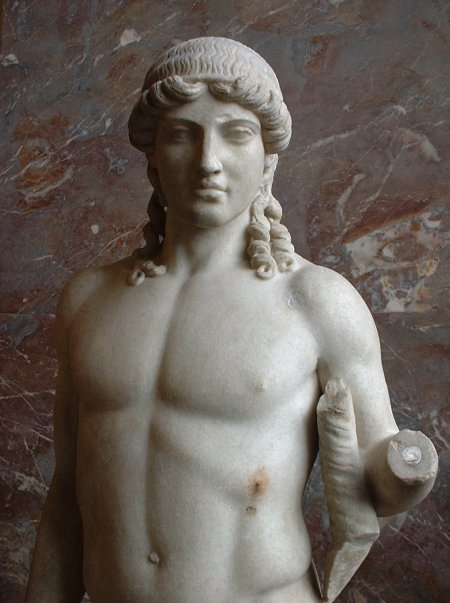
Apolo de Mântua, c. 450−425 a.C. Museu do Louvre